# レイヴン ES-05
レイヴン ES-05（英語: Raven ES-05）は、スウェーデンのSAABとイタリアのレオナルド S.p.Aが共同開発したAESAレーダー。航空機搭載用レーダーのヴィクセン500Eを拡大したAESAレーダーとなっている。

## 概要
スウェーデン空軍では、JAS 39に搭載するAESAレーダーを2012年完成、2015年実戦化を目標に、NORAプログラムとしてSAABとエリクソンに委託してレーダーの選定と周辺ソフトウェアの開発を進め、レーダーについてはSAABとレオナルド S.p.Aが共同開発したレイヴン ES-05が選定された。
本機は、ヴィクセン500Eを拡大したもので重量215kg、1,000個以上の窒化ガリウム製半導体送受信モジュールを持ち、バックエンドはPS-05/Aのものを流用している。首振りなしで左右+/-50度の捜索範囲を持ち、捜索中に複数個の目標探知・追跡を個別に行う能力、反射波から機種を割り出す非協調目標認識（NTCR）機能、広い周波数帯に拡散して逆探知を困難にする低迎撃確率（LPI）能力などを持つ。

## 搭載機種
- JAS 39E/F